# Nick Smith (Politiker, 1934)

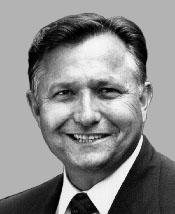
Nick Smith

Nick H. Smith (* 5. November 1934 in Addison, Hillsdale County, Michigan) ist ein US-amerikanischer Politiker. Zwischen 1993 und 2005 vertrat er den Bundesstaat Michigan im US-Repräsentantenhaus.

## Werdegang
Nick Smith besuchte bis 1957 die Michigan State University in East Lansing.  Anschließend setzte er bis 1959 seine Ausbildung an der University of Delaware in Newark fort. Zwischen 1959 und 1961 war er Soldat in der US-Luftwaffe. Außerdem bewirtschaftet er bis heute eine Milchfarm in Addison. Politisch wurde Smith Mitglied der Republikanischen Partei. Zwischen 1962 und 1968 saß er Mitglied im Gemeinderat des Somerset Township; ab 1966 war er dort auch Ortsvorsteher. Zur gleichen Zeit gehörte er dem Kreisrat im Hillsdale County an. In den Jahren 1972 bis 1974 arbeitete er für das US-Landwirtschaftsministerium. Damals war er auch Vorsitzender der landwirtschaftlichen Stabilisierungs- und Unterstützungsbehörde in Michigan. Im Jahr 1973 nahm Smith als Delegierter an einer in Washington, D.C. stattfindenden Versammlung teil, die sich mit weltweiten Hungerproblemen befasste.
Zwischen 1978 und 1982 war Smith Abgeordneter im Repräsentantenhaus von Michigan; von 1983 bis 1993 gehörte er dem Staatssenat an. Bei den Kongresswahlen des Jahres 1992 wurde er im siebten Wahlbezirk von Michigan in das US-Repräsentantenhaus in Washington gewählt, wo er am 3. Januar 1993 die Nachfolge von Dale E. Kildee antrat. Nach fünf Wiederwahlen konnte er bis zum 3. Januar 2005 sechs Legislaturperioden im Kongress absolvieren. Dort war sein Abstimmungsverhalten relativ konservativ.
Im Jahr 2004 verzichtete Nick Smith auf eine erneute Kandidatur. Er empfahl damals, seinen Sohn Brad als Kandidaten für seine Nachfolge zu nominieren. Dabei wurde ihm von einigen Parteiführern im Kongress nahegelegt, für ein Gesundheitsgesetz zu stimmen. Im Gegenzug wäre dann der Wahlkampf seines Sohnes finanziell unterstützt worden. Smith lehnte ab und sein Sohn unterlag in den Vorwahlen. Der Ethikausschuss rügte später dieses Verhalten einiger Abgeordneter aus Michigan.